# Zdzisław Włodek
Zdzisław Roman Włodek herbu Sulima (ur. 2 października 1852 w Krakowie – zm. 30 lipca 1928 tamże) – ziemianin, polityk konserwatywny, poseł do Sejmu Krajowego Galicji i austriackiej Rady Państwa.
Ziemianin, właściciel dóbr Dąbrowica pod Bochnią i Gosprzydowa w pow. brzeskim, a od 1894 zakupionych od spadkobierców Atanazego Benoa Niegowic (pow. wielicki). Ukończył gimnazjum św. Anny (1871) i wydział prawa Uniwersytetu Jagiellońskiego (1875). Aktywny na niwie społecznej. Członek wielu organizacji gospodarczych m.in. członek Wydziału Okręgowego w Bochni Galicyjskiego Towarzystwa Kredytowego Ziemskiego we Lwowie (1881, 1883-1914) i Wydziału Okręgowego w Bochni (1882-1905), a następnie członek Komitetu (1906-1912) Towarzystwa Rolniczego w Krakowie. Współzałożyciel w 1884 i prezes Powiatowej Kasy Oszczędności w Bochni (1894-1905). Był także członkiem Komisji Rewizyjnej Towarzystwa Wzajemnych Ubezpieczeń w Krakowie (1903). Rzeczoznawca ds. dóbr tabelarycznych Sądu Krajowego w Krakowie (1885-1898). Kurator Krajowej Szkoły Koszykarstwa w Siedlcu następnie w Nieznanowicach (1900-1908). Przez pewien czas pełnił również obowiązki poczmistrza na stacji pocztowej Chrostowa w pow. bocheńskim (1892-1903)
Zaangażowany politycznie, był konserwatystą. Członek Rady Powiatowej w Brzesku (1879-1884) z grupy większej własności ziemskiej oraz członek Wydziału Powiatowego w Brzesku (1879-1881). Członek Rady Powiatowej i Wydziału Powiatowego w Bochni (1883-1910) z grupy większej własności ziemskiej, jego wiceprezes (1885-1889) i prezes (1890-1903). Wiceprezes Rady Szkolnej Okręgowej w Bochni (1889-1896).
Był posłem do austriackiej Rady Państwa VIII kadencji (22 maja 1894 – 22 stycznia 1897), wybranym w kurii I – większej własności ziemskiej, z okręgu wyborczego nr 3 (Bochnia-Wieliczka–Brzesko). Mandat objął 22 maja 1894 po śmierci Atanazego Benoe. W parlamencie należał do grupy posłów konserwatywnych Koła Polskiego w Wiedniu. Był także posłem do Sejmu Krajowego Galicji VIII kadencji (28 grudnia 1901 – 12 października 1907), wybranym z kurii IV – gmin wiejskich z okręgu wyborczego nr 51 (Bochnia).

## Rodzina i życie prywatne
Urodził się w rodzinie ziemiańskiej, syn Romana i Emilii z Szujskich (1818-1863). W 1879 ożenił się z Albiną z Goetz Okocimskich (1860-1937) córką Jana Ewangelisty Goetza. Miał z nią sześcioro dzieci: Marię Romanę (1880-1937 – żonę Ignacego Wołkowickiego), Romana Jana (1881-1937), Wandę (1884-1937 – żonę Władysława Bobrowskiego), Jana Zdzisława (1885 – 1940), Zofię (1890-1981 – żonę Antoniego Kraińskiego), Zdzisława Aureliego (1895-1947),

## Upamiętnienie
Jednej z ulic w Bochni nadano imię Zdzisława Włodka. Na budynku obecnego Starostwa Powiatowego znajduje się tablica upamiętniająca jego postać.